# Taiyo Matsumoto
Taiyō Matsumoto (松本大洋 Matsumoto Taiyō?) (Tokio, 25 de octubre de 1967) es un mangaka japonés principalmente conocido por ser el autor de Tekkonkinkreet, Ping Pong y No. 5. Ha recibido críticas positivas por su estilo gráfico poco convencional y en ocasiones surrealista, siendo quizás uno de los artistas más importantes de manga alternativo, así como uno de los más influyentes. Sus obras Ping Pong y Aoi Haru fueron adaptados a películas en imagen real. 
Su obra toca diversidad de temáticas, desde el deporte hasta comedias familiares, recuentos de la vida y ciencia ficción.

## Carrera
En 1986, cuando tenía 18 años Matsumoto hace un viaje a Francia que le resultaría de gran importancia en su carrera. En 1987 queda finalista en el Premio Cuatro Estaciones de la Afternoon para aspirantes a mangaka con la historia corta STRAIGHT. Inmediatamente después, deja la carrera que estaba estudiando en la Universidad de Wako, su trabajo a tiempo parcial, y convertiría esa historia corta sobre béisbol en una serie en la revista mensual de manga seinen Morning de Kōdansha, debutando así como mangaka. Sin embargo, STRAIGHT solo dura 2 tomos.
A partir de entonces comienza a publicar sus trabajos en Shōgakukan, la editorial rival de Kōdansha, con la que saca todos sus trabajos desde entonces. A principios de los año 90 publica en la Big Comics Spirits obras como ZERO, Hanaotoko y Tekkon Kinkreet, siendo esta última su primer gran éxito, y consiguiendo con ella, varios años después, su primer premio Eisner, así como una adaptación a película de animación por Michael Arias. En 1996 comienza Ping Pong, una serie sobre el deporte homónimo que también se convertiría en un éxito y que Masaaki Yuasa adaptaría al anime en 2014.
3 años después de terminar Ping Pong, en 2001, publica GoGo Monster, un tomo de 450 páginas con el que gana el 30.º Premio Especial de la Asociación de Dibujantes de Japón.
A partir de esta época, Matsumoto comienza a dibujar también en la revista mensual Ikki, donde publica títulos como No. 5 (2000), un thriller de ciencia ficción situado en un paisaje futurista que recuerda a Oriente Medio, y Sunny (2010), basada parcialmente en su infancia en una casa de acogida. Esta última también obtiene multitud de premios, como el premio a la Excelencia del Japan Media Arts Festival y el Shogakukan Manga Award. Hideki Egami, editor de Ikki, dijo en una ocasión que Matsumoto había sido designado a la revista para ser una figura clave, de la misma forma que la Garo tenía a Sanpei Shirato y la COM a Osamu Tezuka.
En 2006 comienza con Issei Eifuku como guionista la serie Takemitsuzamurai, elogiada por la crítica y ganadora de múltiples premios, como el Premio Cultural Tezuka Osamu. Si Matsumoto es conocido por cambiar el estilo artístico entre una obra y otra, quizá en esta ocasión fuera todavía más notable, con importantes influencias del cubismo y el ukiyo-e.
En 2016 publica Los gatos del Louvre en colaboración con Musée du Louvre Éditions, con la que gana su segundo Eisner.
En 2020 vuelve a colaborar con el guionista Issei Eifuku en otra serie de corte histórico llamada Mukashi no Hanashi.
También es el diseñador de personajes de la próxima película de 2021 de Masaaki Yuasa Inu-Oh.

## Influencias
Entre sus influencias se encuentran artistas europeos como Miguelanxo Prado, Moebius y Enki Bilal, así como también mangakas japoneses como Katsuhiro Otomo, Shotaro Ishinomori y Seiki Tsuchida. También ha citado a Frank Miller como una fuerte influencia en su uso del blanco y negro en Ping Pong.

## Obra
- STRAIGHT (STRAIGHT?) (1988-1989, Kōdansha) - 2 tomos

- ZERO (ZERO?) (1990-1991, Shōgakukan) - 3 tomos

- Hanaotoko (花男?) (1991-1992, Shōgakukan) - 3 tomos

- Tekkon Kinkreet (鉄コン筋クリート Tekkon Kinkurīto?) (1993-1994, Shōgakukan) - 3 tomos

- Aoi Haru -Matsumoto Taiyō Tanhenshū- (青い春 -松本大洋短編集-?) (1993, Shōgakukan) - 1 tomo

- Nihon no Kyōdai (日本の兄弟?) (1995, Magazine House) - 1 tomo

- Ping Pong (ピンポン?) (1996-1997, Shōgakukan) - 5 tomos

- GoGo Monster (GOGOモンスター?) (2000, Shōgakukan) - 1 tomo

- No. 5 (ナンバーファイブ 吾 Nanbā Faibu?) (2000-2005, Shōgakukan) - 8 tomos

- Hana (花?) (2002, Shōgakukan) - 1 tomo

- Takemitsuzamurai (竹光侍?) (2006-2010, Shōgakukan) - 8 tomos

- Sunny (Sunny?) (2010-2015, Shōgakukan) - 6 tomos

- Louvre no Neko (ルーヴルの猫?) (2016-2017, Shōgakukan) - 2 tomos

- Tōkyō Higoro (東京ヒゴロ?) (2019-2023, Shōgakukan) - (3 tomos)

- Mukashi no Hanashi (むかしのはなし?) (2020-, Shōgakukan) - (en curso)

## Obra editada en español
En España, fue editado por primera vez en el año 2005 por Ponent Mon, quienes publicaron Japón visto por 17 autores, un compendio de autores japoneses y francobelgas, de la denominada Nouvelle manga.
3 años después, en 2008, Glénat/EDT publica Tekkon Kinkreet en un formato que recopila los tres volúmenes originales en uno solo. En 2009 licencian Takemitsu Zamurái, la cual es publicada con el subtítulo El samurái que vendió su alma. El lanzamiento del volumen 1 coincide con la visita de Matsumoto al XV Salón del Manga de Barcelona. Sin embargo, la serie resulta un fracaso en España y los últimos volúmenes terminan saliendo con una tirada muy reducida.
En 2015, con Glénat/EDT fuera del mapa, es ECC quien se encarga de seguir editando la obra de Matsumoto en España, primero con Sunny y GoGo Monster en 2015, al año siguiente, en 2016, con Ping Pong, y en 2017 con la antología de historias cortas Primavera azul y con una reedición de Tekkon Kinkreet. En 2020 publican su última serie, Los gatos del Louvre. Se trata de una edición a todo color, coloreada por Isabelle Merlet-Rouger. Está planeado también el lanzamiento de la edición original en blanco y negro.
En cuanto a sus adaptaciones animadas, la película de Tekkon Kinkreet fue publicada en formato doméstico por Sony Pictures en 2007, mientras que Ping Pong The Animation se encuentra disponible en la plataforma de streaming Crunchyroll.

## Vida personal
Durante la escuela primaria estuvo en un orfanato. En esa época quería ser futbolista.
Entre sus familiares se encuentran su primo Santa Inoue, otro reconocido mangaka, su madre, la poeta Naoko Kudō, y su mujer, la mangaka Saho Tono, que ocasionalmente le ayuda en su trabajo y le proporciona asistencia editorial.